# Stanisław Gąsienica Daniel
Stanisław Gąsienica-Daniel (* 6. März 1951 in Zakopane) ist ein ehemaliger polnischer Skispringer.

## Werdegang
Am 4. Februar 1970 wurde Gąsienica-Daniel polnischer Meister von der Średnia-Krokiew-Normalschanze in Zakopane. Nur wenige Wochen später gewann er bei der Nordischen Skiweltmeisterschaft 1970 in Vysoké Tatry hinter Gari Napalkow und Jiří Raška die Bronzemedaille von der Großschanze. Im März konnte er dann auch den polnischen Meistertitel von der Großschanze in Wisła holen.
Bei den Olympischen Winterspielen 1972 in Sapporo erreichte er von der Normalschanze den 39. und von der Großschanze den 31. Platz. Sein letztes internationales Turnier bestritt Stanisław Gąsienica Daniel mit der Vierschanzentournee 1972/73, bei der er jedoch ohne Erfolg blieb und nur hintere Platzierungen erreichte. Bei polnischen Meisterschaften nahm er zuletzt im Februar 1978 teil.